# Strumigenys onorei
Strumigenys onorei is een mierensoort uit de onderfamilie van de Myrmicinae. De wetenschappelijke naam van de soort is voor het eerst geldig gepubliceerd in 2007 door Baroni Urbani & De Andrade.